# Palais de l'Assemblée (Skopje)
Pour les articles homonymes, voir Palais de l'Assemblée.
Le palais de l'Assemblée (en macédonien Палата на Собранието) est un bâtiment emblématique du centre de Skopje, construit en 1938, lorsque la Macédoine du Nord faisait partie du royaume de Yougoslavie. À l'origine destiné à abriter l'administration de la banovine du Vardar, il a accueilli en 1944 les organes de la nouvelle république socialiste de Macédoine. Depuis 1991 et l'indépendance du pays, il abrite l'Assemblée de Macédoine du Nord et le cabinet du président de la République. 
Le palais conserve quelques salles à la décoration d'origine, d'autres ont été refaites ou construites au cours des années 1950, 1960 et 1990. Dans le cadre du projet d'urbanisme Skopje 2014 qui vise à embellir le centre de la ville, il est en travaux de rénovation et doit accueillir trois coupoles, deux petites sur les pavillons latéraux, et une grande au-dessus de la salle de l'assemblée.

## Histoire
Un concours pour le dessin du palais fut lancé en 1930 et remporté par l'architecte Viktor Lukomski. Les plans ont été réalisés par le Tchèque Victor J. Hudak et le palais est occupé à partir de 1939. En 1944, après la libération de Skopje, les autorités communistes y installent l'Assemblée populaire, le Gouvernement, le président de la République et la Cour constitutionnelle. 
À partir de 1954, le bâtiment connaît quelques travaux d'amélioration, puis les dégâts causés par le tremblement de terre de 1963 qui dévaste Skopje forcent d'importantes rénovations. Enfin, de nouveaux travaux sont engagés en 1996, ils permettent notamment la construction du Club parlementaire.
En 2010, de nouvelles rénovations sont entreprises, notamment pour restaurer les salles et pour renforcer la structure du bâtiment. 119 nouveaux bureaux et une nouvelle salle de 600 mètres carrés sont également construits. Enfin, trois coupoles sont installées, la plus grande, qui couronne la nouvelle salle de l'assemblée, fait 9,8 mètres de haut pour 34 mètres de diamètre. Les petites coupoles, sont placées sur les pavillons latéraux de la façade, font 8 mètres de diamètre.

## Description

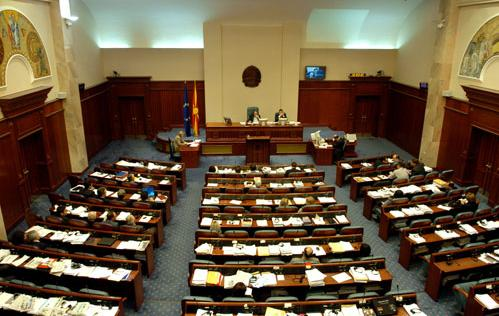
La salle de l'Assemblée

Le palais forme un pentagone à l'allure massive et symétrique, à l'ornementation simple. Certaines salles, notamment un hall, conservent leur décoration d'origine en bois sculpté, faite en panneaux de bois représentant des motifs floraux et animaliers, inspirés par l'art populaire macédonien. Les salles Strouga et Ohrid sont elles aussi décorées de panneaux sculptés, mais ont été réalisées dans les années 1950 par des artisans venus d'Ohrid.
Le palais compte de très nombreuses pièces : plusieurs halls destinés aux réceptions et aux assemblées parlementaires, des bureaux, un restaurant, etc.
Le palais se trouve sur la rue Dimitrija Cupovski, l'une des principales artères du centre de Skopje, et il fait face au parc des Femmes.